# Crotali
I cròtali (al singolare crotalo), talvolta chiamati anche piatti antichi, sono strumenti a percussione idiofoni a suono determinato, consistenti in piccoli dischi di metallo. Ognuno di questi misura da 6 a 12 cm in diametro con una superficie piatta in cima e una base che gli permette di oscillare e vibrare liberamente. Sono comunemente suonati percuotendoli con appositi martelletti duri, ma possono essere usati martelli morbidi o essere percossi fra di loro come per i cimbalini a dita. Non raro è l'uso di un archetto, solitamente di violoncello o di contrabbasso, che permette di produrre un suono misterioso e penetrante. In generale il loro suono è paragonabile a quello del glockenspiel. I crotali esistevano già in alcune civiltà preistoriche: il Museo nazionale d'Irlanda espone molti esemplari di queste percussioni risalenti alla fine dell'Età del Bronzo (1200-800 a.C.).
I crotali moderni sono ordinati in base all'intonazione ed i loro set possono spaziare cromaticamente fino a due ottave. Più spesso però sono disponibili in set da una sola ottava, che esclude normalmente il registro grave.
Uno dei primi utilizzi di questo strumento nel repertorio orchestrale è nel Roméo et Juliette di Hector Berlioz. Un altro pezzo classico orchestrale che ne richiede l'uso è Prélude à l'après-midi d'un faune di Claude Debussy. Nella composizione di musica da camera From Me Flows What You Call Time di Tōru Takemitsu, i crotali hanno un ruolo preminente.

## Usi nella musica rock
- Nella canzone dei Rush YYZ, Neil Peart usa i crotali nell'introduzione.
- Nella canzone degli Yes Awaken, Alan White suona i crotali durante la parte centrale per accompagnare organi e arpa. Durante il tour dell'album 90125 White usa i crotali per eseguire l'introduzione di Changes.
- Nella canzone A Change of Seasons dei Dream Theater, Mike Portnoy usa i crotali durante un intermezzo (all'incirca intorno al minuto 2:06) così come nell'intro di New Millennium.
- Il batterista dei Police Stewart Copeland, usa i crotali nella canzone Wrapped Around Your Finger.